# Annibale Silvani
Annibale Silvani (Milano, 22 aprile 1904 – Brembate di Sopra, 15 agosto 1989) è stato un calciatore italiano, di ruolo portiere.
La sua carriera è stata spesso confusa con quella dell'omonimo e pari ruolo Luigi Silvani, nato nel 1898.

## Carriera
Ha giocato la stagione 1927-1928 a Sesto San Giovanni nelle Acciaierie Falck.